# Centai
Centai is een bestuurslaag in het regentschap Kepulauan Meranti van de provincie Riau, Indonesië. Centai telt 2568 inwoners (volkstelling 2010).